# Aptesis concolor
Aptesis concolor là một loài tò vò trong họ Ichneumonidae.